# Kovînîci, Sambir
Kovînîci (în ucraineană Ковиничі) este un sat în comuna Mistkovîci din raionul Sambir, regiunea Liov, Ucraina.

## Demografie
Componența lingvistică a localității Kovînîci
     Ucraineană (99,74%)
     Alte limbi (0,26%)
Conform recensământului din 2001, majoritatea populației localității Kovînîci era vorbitoare de ucraineană (99,74%), existând în minoritate și vorbitori de alte limbi.